# Villaz (Haute-Savoie)
Villaz ist eine französische Gemeinde im Département Haute-Savoie in der Region Auvergne-Rhône-Alpes.

## Geographie
Villaz liegt auf 705 m, etwa acht Kilometer nordöstlich der Stadt Annecy (Luftlinie). Das ehemalige Bauerndorf erstreckt sich an aussichtsreicher Lage auf einer breiten Geländeterrasse über den Tälern von Fier und Fillière, am Alpenrand nordöstlich des Beckens von Annecy, am Westfuß der markanten Gipfelformation der Tête du Parmelan, im Genevois.
Die Fläche des 15,27 km² großen Gemeindegebiets umfasst einen Abschnitt des Genevois. Der zentrale Teil des Gebietes wird von einem ausgedehnten Plateau am Fuß der Bornes-Alpen eingenommen. Dieses senkt sich gegen Westen allmählich zum Tal der Fillière ab, die hier mit mehreren Windungen parallel zum Alpenrand von Norden nach Süden fließt. Die Fillière mündet unterhalb des Plateaus von Villaz in den Fier, der für kurze Zeit die Grenze im Südwesten bildet. Die nördliche Grenze wird durch die Erosionsrinne des Baches Crenant markiert. Nach Osten erstreckt sich das Gemeindeareal über einen zunächst sanft, später steil ansteigenden, bewaldeten Hang in das Quellgebiet des Crenant und bis auf die schroffe Felskante der Tête du Parmelan, auf der mit rund 1800 m die höchste Erhebung von Villaz erreicht wird.
Zu Villaz gehören neben dem eigentlichen Ortskern auch verschiedene Weilersiedlungen und Gehöfte, darunter: 
- Onnex (490 m) im Tal des Fier, nahe der Mündung der Fillière
- Le Pautex (600 m) am östlichen Talhang der Fillière
- Chez Contat (650 m) auf dem Plateau von Villaz
- Chez Meunier (690 m) auf dem Plateau von Villaz
- Les Ailles (650 m) im Tal des Crenant
- Moiron (740 m) am Fuß der Tête du Parmelan
- Disonche (770 m) im Tal des Crenant am Fuß der Tête du Parmelan

Nachbargemeinden von Villaz sind Les Ollières und Aviernoz im Norden, Dingy-Saint-Clair im Osten, Nâves-Parmelan und Annecy-le-Vieux im Süden sowie Argonay und Saint-Martin-Bellevue im Westen.

## Geschichte
Das Gemeindegebiet von Villaz war bereits während der Römerzeit besiedelt. Wahrscheinlich baute hier ein gewisser Titus Coelius ein Landhaus (Villa), worauf eine im 19. Jahrhundert entdeckte Inschrift auf einem Opferstein hinweist. 
Erstmals urkundlich erwähnt wird der Ort im Jahre 1237 unter dem Namen Villa. Daraus entwickelte sich die Schreibweise Ville und das seit dem frühen 19. Jahrhundert offizielle Villaz.
Seit Beginn des 14. Jahrhunderts befanden sich auf dem heutigen Gemeindegebiet zwei Herrschaftssitze, das Château de Bonatrait und das Château de Disonche.

## Sehenswürdigkeiten
Die Dorfkirche von Villaz wurde 1511 im Stil der Spätgotik neu erbaut, nachdem die frühere Kirche durch einen Brand zerstört worden war. Das Schiff wurde 1866 restauriert und umgestaltet. Auf dem Gemeindegebiet befinden sich die Herrschaftssitze Disonche, Moiron und Bonatrait (heute Teil eines großen Komplexes mit Sanatorium und Pflegeheim).
Östlich von Villaz, auf dem Parmelan liegt die „Grotte de l'Enfer“ (dt. Teufelshöhle) in der Nähe der Höhle Antre du Bouc noir und der Gouffre du Ramoneur.

## Bevölkerung
| Jahr                       | 1962 | 1968 | 1975 | 1982 | 1990 | 1999 | 2004 |
| Einwohner                  | 598  | 612  | 814  | 1129 | 1602 | 2068 | 2223 |
| Quellen: Cassini und INSEE |      |      |      |      |      |      |      |

Mit 3473 Einwohnern (Stand 1. Januar 2022) gehört Villaz zu den mittelgroßen Gemeinden des Département Haute-Savoie. Im Verlauf des 19. und 20. Jahrhunderts nahm die Einwohnerzahl aufgrund starker Abwanderung kontinuierlich ab (1861 wurden in Villaz noch 826 Einwohner gezählt). Seit Beginn der 1970er Jahre wurde jedoch dank der attraktiven Wohnlage und der Nähe zu Annecy wieder eine markante Bevölkerungszunahme verzeichnet. Außerhalb des alten Ortskerns wurden zahlreiche Einfamilienhäuser errichtet.

## Wirtschaft und Infrastruktur
Villaz war lange Zeit ein vorwiegend durch die Landwirtschaft geprägtes Dorf. Heute gibt es verschiedene Betriebe des lokalen Kleingewerbes. Ansonsten hat sich das Dorf zu einer Wohngemeinde entwickelt. Viele Erwerbstätige sind Pendler, die in Annecy arbeiten.
Die Ortschaft liegt abseits der größeren Durchgangsstraßen an einer Departementsstraße, die von Annecy-le-Vieux nach Thorens-Glières führt. Weitere Straßenverbindungen bestehen mit Argonay und Nâves-Parmelan. Der Autobahnanschluss an die  A41 befindet sich in rund 8,0 km Entfernung.